# Danh sách nhóm nhạc nam Hàn Quốc
Các nhóm nhạc nam hay ban nhạc nam K-pop chỉ đến mô hình nhóm nhạc thần tượng với tất cả thành viên là nam của Hàn Quốc vốn chiếm một số lượng lớn trong ngành công nghiệp K-pop. Các nhóm nhạc nam K-pop góp phần to lớn vào công cuộc quảng bá và lan tỏa nền văn hóa Hàn Quốc ra phạm vi toàn cầu thông qua sự nổi tiếng được ghi nhận của mình. Các nhóm nhạc nam thế hệ đầu kể từ cuối thập niên 90 và đầu những năm 2000 như H.O.T., Sechs Kies, Shinhwa và g.o.d. được cho là xây dựng nền tảng như những nhóm nhạc nam thành công đầu tiên tại Hàn Quốc và thông qua sự tham gia của họ vào làn sóng Hallyu thời kỳ đầu. Từ năm 2007 và sau đó, các nhóm nhạc Gen 2 như Big Bang, TVXQ, Super Junior, 2PM, Shinee, Beast và Infinite tiếp tục gia tăng sự phổ biến nội địa của mô hình nhóm nhạc nam ở Hàn Quốc cũng như trên phạm vi toàn cầu thông qua giai đoạn 2 của làn sóng Hallyu. The rise of groups such as Exo and BTS in 2012 and 2013 launched the third generation of boy bands and launched K-pop to mass global appeal. BTS in particular has attained mainstream western appeal with number one hits on Billboard charts and multiple collaborations with global artists such as Coldplay, Nicki Minaj and Halsey. Other major boy bands to have debuted from 2012 onward include Seventeen, NCT, Tomorrow X Together, Stray Kids and Enhypen all who continue to garner widespread attention and build K-pop's global appeal.

## Thế hệ 1/Gen 1 (1996–2002)
Before the early 1990s, it was only solo artists doing trot. Then in 1992, South Korean music started shifting to a more hip hop-influenced sound with the debut of Seo Taiji and Boys, who used English in their songs. It was not until SM Entertainment founder Lee Soo-man created several groups such as H.O.T. and Shinhwa that the Hallyu Wave started. The first generation of K-pop began with the birth of the idol industry after the debut of H.O.T. in 1996 and follows the early years of K-pop and includes idol groups debuting from 1997 to 2002.
| Group      | Duration                 | Members / sub-units                                                                                            | Notable singles | Best-selling album                   |
| ---------- | ------------------------ | --- | --- | ------------------------------------ |
| H.O.T.     | - 1996–2001 - 2018–2019  | - Moon Hee-joon - Jang Woo-hyuk - Tony Ahn - Kangta - Lee Jae-won                                              | - "Warrior's Descendant" (1996) - "Candy" (1996) - "We Are the Future" (1997) - "Hope" (1998) - "I Yah!" (1999) - "Outside Castle" (2000) | We Hate All Kinds of Violence (1996) |
| Sechs Kies | - 1997–2000 - Since 2016 | - Eun Ji-won - Lee Jai-jin - Kim Jae-duck - Jang Su-won - Kang Sung-hoon (former) - Ko Ji-yong (former) J-Walk | - "School Anthem" (1997) - "The Way This Guy Lives" (1997) - "Road Fighter" (1998) - "Couple" (1998) - "Three Words" (2016) - "Be Well" (2017) - "Sad Song" (2017) - "Something Special" (2017) - "All For You" (2020) - "Don't Look Back" (2021)                                               | School Anthem (1997)                 |
| Shinhwa    | Since 1998               | - Eric Mun - Lee Min-woo - Kim Dong-wan - Shin Hye-sung - Jun Jin - Andy Lee Shinhwa WDJ                       | - "T.O.P (Twinkling of Paradise)" (1999) - "Only One" (2000) - "Wild Eyes" (2001) - "Perfect Man" (2002) - "Your Wedding" (2002) - "Brand New" (2004) - "Crazy" (2004) - "Once in a Lifetime" (2006) - "Venus" (2012) - "This Love" (2013) - "Memory" (2015) - "Sniper" (2015) - "Touch" (2017) | Hey, Come On! (2001 Studio Album)    |
| g.o.d.     | - 1999–2005 - Since 2014 | - Park Joon-hyung - Yoon Kye-sang - Danny Ahn - Son Ho-young - Kim Tae-woo                                     | - "To Mother" (1999) - "Lies" (2000) - "Road" (2001) - "An Ordinary Day" (2004) - "The Lone Duckling" (2014) - "Sky Blue Promise" (2014) | Chapter 3 (2000)                     |

### Other notable groups
- 1TYM (1998–2006, 2008)
- 5tion (Since 2001)
- Black Beat (2002–2007)
- Click-B (1999–2006, 2011, 2015)
- Deux (1993–1995)
- DJ DOC (Since 1994)
- Every Single Day (Since 1994)
- Flower (1999–2006, Since 2010)
- F-iV (Since 2002)
- Fly to the Sky (1999–2009, Since 2014)
- Jinusean (1997–2004, 2015–2020)
- jtL (2001–2003)
- K'Pop (2001–2003, 2018)
- Noel (2002–2006, since 2011)
- NRG (1997–2005, 2017–2018)
- Sweet Sorrow (Since 2002)
- The Blue (1990s, 2009, 2014)
- U-BeS (1997–1999)
- UN (2000–2005)
- Yurisangja (Since 1997)

## Thế hệ 2/Gen 2 (2003–2011)
As the popular first-generation idols disbanded during the early 2000s, ballads and R&B music became mainstream in the Korean music industry again. Since 2003, singers such as SG Wannabe, Wheesung, and Buzz became very popular.
| Group             | Duration                 | Members / sub-units | Notable singles | Best-selling album                    |
| ----------------- | ------------------------ | --- | --- | ------------------------------------- |
| TVXQ              | Since 2003               | - U-Know Yunho - Max Changmin - Hero Jaejoong (former) - Micky Yoochun (former) - Xiah Junsu (former) | - "Hug" (2004) - "Mirotic" (2008) - "Keep Your Head Down" (2011) - "Before U Go" (2011) - "Catch Me" (2012) - "Something" (2014) | Mirotic (2008)                        |
| Super Junior      | Since 2005               | - Leeteuk - Heechul - Yesung - Shindong - Sungmin - Eunhyuk - Donghae - Siwon - Ryeowook - Kyuhyun - Hangeng (former) - Kangin (former) - Kibum (former) - Super Junior-M - Super Junior-D&E - Super Junior-T - Super Junior-K.R.Y. | - "Sorry Sorry" (2009) - "Bonamana" (2010) - "Neo Gateun Saram Tto Eopseo (No Other)" (2010) - "Mr Simple" (2011) - "A-Cha" (2011) - "Sexy, Free & Single" (2012) - "Spy" (2012) - "Mamacita" (2014) | Mr. Simple (2011)                     |
| SS501             | 2005–2010                | - Kim Hyun-joong - Heo Young-saeng - Kim Kyu-jong - Park Jung-min - Kim Hyung-jun Double S 301 | - "Warning" (2005) - "Never Again" (2005) - "Snow Prince" (2005) - "4Chance" (2006) - "Deja Vu" (2008) - "U R Man" (2008) - "Love Like This" (2009) - "Love Ya" (2010) | Rebirth (2009)                        |
| Big Bang          | - 2006–2018 - 2022       | - Taeyang - G-Dragon - Daesung - T.O.P (former) - Seungri (former) - GD & TOP - GD X Taeyang | - "Lies" (2007) - "Last Farewell" (2007) - "Haru Haru" (2008) - "Tonight" (2011) - "Love Song" (2011) - "Blue" (2012) - "Bad Boy" (2012) - "Fantastic Baby" (2012) - "Monster" (2012) - "Loser" (2015) - "Bae Bae" (2015) - "Bang Bang Bang" (2015) - "We Like 2 Party" (2015) - "If You" (2015) - "Sober" (2015) - "Let's Not Fall in Love" (2015) - "Fxxk It" (2016) - "Last Dance" (2016) - "Flower Road" (2018) - "Still Life" (2022) | Alive (2012)                          |
| F.T. Island       | Since 2007               | - Lee Hong-gi - Lee Jae-jin - Choi Min-hwan - Song Seung-hyun (former) - Choi Jong-hoon (former) - Oh Won-bin (former) F.T. Triple                                                                                                  | - "Lovesick" (2007) - "Thunder" (2007) - "Until You Come Back" (2007) - "After Love (2007) - "Love Love Love" (2010) - "Hello Hello" (2010) - "Like Birds" (2011) - "Severely" (2012) - "I Wish" (2012) - "Memory" (2013) - "Madly" (2013) | Cheerful Sensibility (2007)           |
| 2AM               | - 2008–2014 - Since 2021 | - Jo Kwon - Lee Chang-min - Lim Seul-ong - Jeong Jinwoon | - "Can't Let You Go Even If I Die" (2010) - "I Was Wrong" (2010) - "You Wouldn't Answer My Calls" (2010) - "Like Crazy" (2010) - "I Wonder If You Hurt Like Me" (2012) - "One Spring Day" (2013) - "Just Stay" (2013) - "Regret" (2013) - "Days Like Today" (2014) - "Over the Destiny" (2014) | Can't Let You Go Even If I Die (2010) |
| 2PM               | - 2008–2017 - Since 2021 | - Jun. K - Nichkhun - Taecyeon - Wooyoung - Junho - Chansung - Jaebeom (former) | - "Again & Again" (2009) - "Heartbeat" (2009) - "Without U" (2010) - "I'll Be Back" (2010) - "Hands Up" (2011) - "Come Back When You Hear This Song" (2013) - "A.D.T.O.Y." (2013) - "Go Crazy!" (2014) - "My House" (2015) | Must (2021)                           |
| Shinee            | Since 2008               | - Onew - Key - Minho - Taemin - Jonghyun (former) | - "Replay" (2008) - "Love Like Oxygen" (2008) - "Juliette" (2009) - "Ring Ding Dong" (2009) - "Lucifer" (2010) - "Hello" (2010) - "Sherlock (Clue +Note )" (2012) - "Dream Girl" (2013) - "Why So Serious?" (2013) - "Everybody" (2013) - "View" (2015) - "Married to the Music" (2015) - "1 to 1" (2016) - "Tell Me What to Do" (2016) - "Good Evening" (2018) - "I Want You" (2018) - "Don't Call Me" (2021) | Don't Call Me (2021)                  |
| Beast / Highlight | Since 2009               | - Yoon Doo-joon - Yang Yo-seob - Lee Gi-kwang - Son Dong-woon - Yong Jun-hyung (former) - Jang Hyun-seung (former) | - "Bad Girl" (2009) - "Shock" (2010) - "Breath" (2010) - "Beautiful" (2010) - "On Rainy Days" (2010) - "Fiction" (2011) - "I Knew It" (2012) - "Midnight" (2012) - "Beautiful Night" (2012) - "Will You Be Alright?" (2013) - "I'm Sorry" (2013) - "Shadow" (2013) - "No More" (2014) - "Good Luck" (2014) - "12:30" (2014) - "Gotta Go to Work" (2015) - "YeY" (2015) - "Butterfly" (2016) - "Ribbon" (2016) - "It's Still Beautiful" (2017) - "Plz Don't Be Sad" (2017) - "Calling You" (2017) - "Can Be Better" (2017) - "Take Care" (2018) - "Not the End" (2021) | Fiction and Fact (2011)               |
| MBLAQ             | 2009–2015                | - Seungho - G.O - Mir - Lee Joon (former) - Thunder (former) | - "Ah Yeah" (2009) - "Y" (2010) - "Cry" (2011) - "Stay" (2011) - "Mona Lisa" (2011) - "Scribble" (2012) - "This Is War" (2012) - "Smoky Girl" (2013) - "Be a Man" (2014) | 100% Ver. (2012)                      |
| CNBLUE            | Since 2009               | - Jung Yong-hwa - Kang Min-hyuk - Lee Jung-shin - Lee Jong-hyun (former) - Kwon Kwang-jin (former) | - "I'm a Loner" (2010) - "Love" (2010) - "Intuition" (2011) - Love Girl (New ver.) (2011) - "Still in Love" (2012) - "Hey You" (2012) - "I'm Sorry" (2013) - "Can't Stop" (2014) - "Cinderella" (2015) - "You're So Fine" (2016) | First Step +1 Thank You (2011)        |
| Infinite          | 2010–2019                | - Sungkyu - Dongwoo - Woohyun - Sungyeol - L - Sungjong - Hoya (former) - Infinite H - Infinite F | - "Come Back Again" (2010) - "Be Mine" (2011) - "Paradise" (2011) - "White Confession (Lately)" (2011) - "Only Tears" (2012) - "The Chaser" (2012) - "Man in Love" (2013) - "Destiny" (2013) - "Last Romeo" (2014) - "Back" (2014) - "Bad" (2015) - "The Eye" (2016) - "Tell Me" (2018) | New Challenge (2013)                  |
| Teen Top          | Since 2010               | - C.A.P - Chunji - Niel - Ricky - Changjo - L.Joe (former) | - "Clap" (2010) - "Going Crazy" (2012) - "To You" (2012) - "Be Ma Girl" (2012) - "Miss Right" (2013) - "Rocking" (2013) - "Missing" (2014) - "Ah-Ah" (2015) | Teen Top Class (2013)                 |
| B1A4              | Since 2011               | - CNU - Sandeul - Gongchan - Jinyoung (former) - Baro (former) | - "Beautiful Target" (2011) - "Baby I'm Sorry" (2012) - "Baby Good Night" (2012) - "Tried to Walk" (2012) - "What's Happening?" (2013) - "Lonely" (2014) - "Solo Day" (2014) - "Sweet Girl" (2015) - "A Lie" (2016) | Who Am I (2014)                       |
| Block B           | 2011–2018                | - Taeil - B-Bomb - Jaehyo - U-Kwon - Park Kyung - P.O - Zico - Bastarz T2U | - "NalinA" (2012) - "I'll Close My Eyes" (2012) - "Nillili Mambo" (2012) - "Be the Light" (2013) - "Very Good" (2013) - "Jackpot" (2014) - "H.E.R" (2014) - "A Few Years Later" (2016) - "Toy" (2016) - "Yesterday" (2017) - "Shall We Dance" (2017) | H.E.R (2014)                          |

### Other notable groups
- AA (2011–2015)
- Apeace (2011–2021)
- Battle (2006–2010, 2019)
- Boyfriend (2011–2019, since 2021)
- DMTN (2009–2013, since 2020)
- F.Cuz (Since 2010)
- J-Walk (Since 2007)
- Led Apple (2010–2016
- Monday Kiz (2005–2008, 2010–2014)
- Myname (Since 2011)
- N-Sonic (2011–2016)
- N-Train (2011–2013)
- One Way (2010–2016)
- Paran (2005–2011)
- S (2003, 2014)
- Shu-I (2009–2015)
- Supernova (Since 2007)
- T-max (2007–2012)
- Touch (Since 2010)[T]
- Tritops (Since 2007)
- U-KISS (Since 2008)
- Ulala Session (Since 2011)
- V.O.S (Since 2004)
- Vibe (Since 2002)
- Wanted (2004–2012)
- ZE:A (2010–2017)

## Thế hệ 3/Gen 3 (2012–2017)
K-pop saw a revival with the third generation that grew in the digital age with the influence of social media and resulted in the globalization of the genre. This era also saw a growth in survival programs that pushed for more competition, and includes idol groups that primarily debuted in 2012 to the end of 2019.
| Group     | Duration   | Members / sub-units | Notable singles | Best-selling album             |
| --------- | ---------- | --- | --- | ------------------------------ |
| B.A.P.    | 2012–2019  | - Yongguk - Himchan - Daehyun - Youngjae - Jong-up - Zelo | "1004 (Angel)" (2014) | First Sensibility (2014)       |
| BtoB      | Since 2012 | - Eunkwang - Minhyuk - Changsub - Hyunsik - Peniel - Sungjae - Ilhoon (former) - BtoB Blue - BtoB 4U | - "The Winter's Tale" - "It's Okay" (2015) - "Way Back Home" (2015) - "Remember That" (2016) - "Pray (I'll Be Your Man)" (2016)7 - "Movie" (2017 - "Missing You" (2017) - "Only One For Me" (2018) - "Friend" (2018) - "Beautiful Pain" (2018) - "The Song" (2022) | Be Together (2022)             |
| Exo       | Since 2012 | - Xiumin - Suho - Lay - Baekhyun - Chen - Chanyeol - D.O. - Kai - Sehun - Luhan (former) - Kris (former) - Tao (former) - Exo-CBX - Exo-SC                                                                      | - "Wolf" (2012) - "Growl" (2013) - "Miracles in December" (2013) - "Overdose" (2014) - "December, 2014 (The Winter's Tale)" (2014) - "Call Me Baby" (2015) - "Love Me Right" (2015) - "Lightsaber"(2015) - "Sing for You" (2015) - "Unfair"(2015) - "Lucky One" (2015) - "Monster" (2015) - "Lotto" (2016) - "Dancing King" (2016) - "For Life" (2016) - "Ko Ko Bop" (2017) - "Power" (2017) - "Universe" (2017) - "Tempo" (2018) - "Love Shot" (2018) - "Obsession" (2019) - "Don't Fight the Feeling" (2021) | Don't Fight the Feeling (2021) |
| VIXX      | Since 2012 | - N - Leo - Ken - Hyuk - Ravi (former) - Hongbin (former) VIXX LR | - "Voodoo Doll" (2013) - "Eternity" (2014) - "Error" (2014) - "Love Equation" (2015) - "Chained Up" (2015) - "Dynamite" (2016) - "The Closer" (2016) - "Shangri-La" (2017) | Chained Up (2015)              |
| NU'EST    | 2012–2022  | - JR - Aron - Baekho - Minhyun - Ren - NU'EST-M - NU'EST W | - "Hello" (2013) - "Bet Bet" (2019) - "I'm In Trouble" (2020) - "Inside Out" (2021) | Happily Ever After (2019)      |
| BTS       | Since 2013 | - Jin - Suga - J-Hope - RM - Jimin - V - Jungkook | - "I Need U" (2015) - "Run" (2015) - "Fire" (2016) - "Save Me" (2016) - "Blood, Sweat & Tears" (2016) - "Spring Day" (2017) - "Not Today" (2017) - "DNA" (2017) - "Fake Love" (2018) - "Idol" (2018) - "Boy with Luv" (2019) - "Black Swan" (2020) - "On" (2020) - "Dynamite" (2020) - "Life Goes On" (2020) - "Butter" (2021) - "My Universe" (2021) - "Permission to Dance" (2021) - "Yet to Come (The Most Beautiful Moment)" (2022)                                                                        | Map of the Soul: 7 (2020)      |
| Winner    | Since 2013 | - Jinwoo - Seunghoon - Mino - Seungyoon - Taehyun (former) | - "Empty" (2014) - "Color Ring" (2014) - "Sentimental" (2016) - "Baby Baby" (2016) - "Really Really" (2017) - "Fool" (2017) - "Love Me Love Me" (2017) - "Island" (2017) - "Everyday" (2018) - "Millions" (2018) - "Ah Yeah" (2019) | Everyday (2018)                |
| Got7      | Since 2014 | - Mark - Jay B - Jackson - Jinyoung - Youngjae - BamBam - Yugyeom - JJ Project - Jus2 | - "A" (2014) - "Just Right" (2015) - "If You Do" (2015) - "Fly" (2016) - "Hard Carry" (2016) - "Never Ever" (2017) - "You Are" (2017) - "Look" (2018) - "Lullaby" (2018) | Got7 (2022)                    |
| iKon      | Since 2015 | - Jinhwan - Yunhyeong - Bobby - Donghyuk - Ju-ne - Chanwoo - B.I (former) | - "My Type" (2015) - "Rhythm Ta" (2015) - "Airplane" (2015) - "Apology" (2015) - "What's Wrong?" (2015) - "Dumb & Dumber" (2015) - "#WYD" (2016) - "Love Scenario" (2018) - "Killing Me" (2018) - "Goodbye Road" (2018) | Welcome Back (2015)            |
| Monsta X  | Since 2015 | - Shownu - Minhyuk - Kihyun - Hyungwon - Joohoney - I.M - Wonho (former) | | No Limit (2021)                |
| Seventeen | Since 2015 | - S.Coups - Jeonghan - Joshua - Jun - Hoshi - Wonwoo - Woozi - DK - Mingyu - The8 - Seungkwan - Vernon - Dino - Seventeen BSS - Seventeen Hip-Hop - Seventeen Vocal - Seventeen Performance - Seventeen Leaders | - "Pretty U" (2016) - "Boom Boom" (2016) - "Don't Wanna Cry" (2017) - "Clap" (2017) - "Thanks" (2018) - "Oh My! (2018) - "Home" (2019) - "Left & Right" (2020) - "Home;Run" (2020) - "Rock With You" (2021) - "Hot" (2022) - "_World" (2022) - "Fighting" (2023) (BSS) - "Super" (2023) - "F*ck My Life" (2023) | FML (2023)                     |
| Astro     | Since 2016 | - MJ - Jinjin - Cha Eun-woo - Yoon San-ha - Moonbin (former) - Rocky (former) - Moonbin & Sanha - Jinjin & Rocky                                                                                                | - "One" (2021) - "After Midnight" (2021) - "Candy Sugar Pop" (2022) | All Yours (2021)               |
| NCT       | Since 2016 | see members - NCT 127 - NCT Dream - NCT U - WayV - NCT DoJaeJung | - "Punch" (2020) (NCT 127) - "Hot Sauce" (2021) (NCT Dream) - "Hello Future" (2021) (NCT Dream) - "Sticker" (2021) (NCT 127) - "Favorite (Vampire)" (2021) (NCT 127) - "Glitch Mode" (2022) (NCT Dream) - "Beatbox" (2022) (NCT Dream) - "2 Baddies" (2022) (NCT 127) - "Candy" (2022) (NCT Dream) - "Ay-Yo" (2023) (NCT 127) - "Perfume" (2023) (NCT DoJaeJung) | Sticker (2021) (NCT 127)       |
| Wanna One | 2017–2019  | - Yoon Ji-sung - Ha Sung-woon - Hwang Min-hyun - Ong Seong-wu - Kim Jae-hwan - Kang Daniel - Park Ji-hoon - Park Woo-jin - Bae Jin-young - Lee Dae-hwi - Lai Kuan-lin                                           | - "Energetic" (2017) - "Burn It Up" (2017) - "Beautiful" (2017) - "I Promise You (I.P.U)" (2018) - "Boomerang" (2018) - "Light" (2018) - "Spring Breeze" (2018) | 1x1=1 (To Be One) (2017)       |
| The Boyz  | Since 2017 | - Sangyeon - Jacob - Younghoon - Hyunjae - Juyeon - Kevin - New - Q - Ju Haknyeon - Sunwoo - Eric - Hwall (former)                                                                                              | - "Thrill Ride" (2021) - "Maverick" (2021) - "Whisper" (2022) - "Roar" (2023) | Thrill-ing (2021)              |

### Other notable groups
- 14U (2017–2019)
- 100% (2012–2021)
- 2000 Won (Since 2013)
- 24K (Since 2012)
- 5urprise (2013–2020)
- A.C.E (Since 2017)
- A.cian (2012–2020)
- A-Jax (2012–2019)
- A-Prince (2012–2015)
- AlphaBat (Since 2013)
- B.I.G. (Since 2014)
- Beatwin (2014–2017)
- Big Brain (Since 2015)
- Big Star (2012–2019)
- Bigflo (Since 2014)
- Boys24 (2016–2017)
- Boys Republic (2013–2018)
- C-Clown (2012–2015)
- Cross Gene (Since 2012)
- Day6 (Since 2015)
- Golden Child (Since 2017)
- GreatGuys (Since 2017)
- HALO (2014–2019)
- HeartB (2014–2015)
- High4 (2014–2017)
- History (2013–2017)
- HNB (2017–2019)
- Honey G (Since 2012)
- Honeyst (2017–2019)
- Hooni Yongi (Since 2011)
- Hotshot (2014–2021)
- Hyeongseop X Euiwoong (2017–2018)
- Imfact (Since 2016)
- In2It (Since 2017)
- IZ (Since 2017)
- JBJ (2017–2018)
- JJCC (Since 2014)
- K-Much (2014–2018)
- KNK (Since 2016)
- Longguo & Shihyun (2017–2018)
- LC9 (2013-2015)
- Lunafly (2012–2016)
- M.Pire (2013–2015)
- M4M (Since 2013–2014, since 2018)
- Masc (2016–2020)
- Map6 (2015–2019)
- M.O.N.T (Since 2017)
- Mr.Mr (2012–2021)
- MVP (2017–2022)
- MXM (2017–2018)
- Myteen (2017–2019)
- N.Flying (Since 2013)
- Newkidd (Since 2017)
- ONF (Since 2017)
- Pentagon (Since 2016)
- Rainz (2017–2018)
- Romeo (2015–2021)
- Seven O'Clock (2017–2021)
- SF9 (Since 2016)
- Speed (2012–2016)
- Tasty (2012–2015)
- The Legend (2014–2017)
- The Rose (Since 2017)
- Toheart (2014)
- Topp Dogg (2013–2021)
- TRCNG (2017–2022)
- Troy (Since 2014)
- TST (2017–2020)
- UP10TION (Since 2015)
- Uniq (2014–2018)
- UNVS (Since 2016)
- Varsity (Since 2017)
- VAV (Since 2015)
- Victon (Since 2016)
- Voisper (2016–2021)
- Vromance (Since 2016)
- Wonder Boyz (2012–2014)
- Xeno-T (2013–2021)

## Generation 4 (2018–present)
This generation has had to overcome problems such as the COVID-19 pandemic, the resulting economic disruption, and the transition to virtual concerts. These groups are in a situation that needs them to pioneer a wider variety of publicity methods, including the recently active online performance.
| Group               | Duration   | Members / sub-units | Notable singles          | Best-selling album                  |
| ------------------- | ---------- | --- | ------------------------ | ----------------------------------- |
| Stray Kids          | Since 2018 | - Bang Chan - Lee Know - Changbin - Hyunjin - Han - Felix - Seungmin - I.N - Woojin (former) 3Racha                                | "S-class" (2023)         | 5-star (2023)                       |
| Ateez               | Since 2018 | - Hongjoong - Seonghwa - Yunho - Yeosang - San - Mingi - Wooyoung - Jongho                                                         |                          | The World EP.1: Movement (2022)     |
| Tomorrow X Together | Since 2019 | - Yeonjun - Soobin - Beomgyu - Taehyun - HueningKai                                                                                | "Sugar Rush Ride" (2023) | The Name Chapter: Temptation (2023) |
| Treasure            | Since 2019 | - Hyunsuk - Jihoon - Yoshi - Junkyu - Jaehyuk - Asahi - Doyoung - Haruto - Jeongwoo - Junghwan - Mashiho (former) - Yedam (former) |                          | The Second Step: Chapter One (2022) |
| Enhypen             | Since 2020 | - Heeseung - Jay - Jake - Sunghoon - Sunoo - Jungwon - Ni-ki                                                                       |                          | Dark blood (2023)                   |

### Other notable groups
- 1Team (2019–2021)
- 1the9 (2019–2020)
- 8Turn (Since 2023)
- AB6IX (Since 2019)
- Argon (2019–2021)
- ATBO (Since 2022)
- BAE173 (Since 2020)
- BDC (Since 2019)
- Blank2y (Since 2022)
- Blitzers (Since 2021)
- BoyNextDoor (Since 2023)
- Ciipher (Since 2021)
- CIX (Since 2019)
- Cravity (Since 2020)
- D-Crunch (2018–2022)
- D1ce (2019–2023)
- DKB (Since 2020)
- DKZ (Since 2018)
- Drippin (Since 2020)
- E'Last (Since 2020)
- ENOi (2019–2021)
- Epex (Since 2021)
- Ghost9 (Since 2020)
- H&D (Since 2020)
- Just B (Since 2021)
- Kingdom (Since 2021)
- Luminous (Since 2021)
- Lun8 (Since 2023)
- MCND (Since 2020)
- Mirae (Since 2021)
- Noir (Since 2018)
- NTB (2018–2021)
- NTX (Since 2020)
- Omega X (Since 2021)
- Oneus (Since 2019)
- Onewe (Since 2019)
- OnlyOneOf (Since 2019)
- P1Harmony (Since 2020)
- SuperM (Since 2019)
- TAN (Since 2022)
- Target (Since 2018)
- Tempest (Since 2022)
- TFN (Since 2021)
- The New Six (Since 2022)
- TO1 (Since 2020)
- Trendz (Since 2022)
- Vanner (Since 2019)
- Verivery (Since 2019)
- W24 (Since 2018)
- We in the Zone (2019–2021)
- WEi (Since 2020)
- X1 (2019–2020)
- Xikers (Since 2023)
- Xodiac (Since 2023)
- Younite (Since 2022)
- Zerobaseone (Since 2023)